# Distrito electoral de Blackwood (condado de Hitchcock, Nebraska)
Blackwood Precinct es una subdivisión territorial del condado de Hitchcock, Nebraska, Estados Unidos. Según el censo de 2020, tiene una población de 82 habitantes.
El estado de Nebraska está dividido en 93 condados. De ese total, 25 condados se dividen en townships y 63 se dividen en precintos (precincts), subdivisiones idénticas a los townships pero donde no existe Gobierno municipal. Cuatro condados no tienen municipios ni precintos.
Los datos de los precintos son mantenidos por la Oficina del Censo en coordinación con los Gobiernos de los condados a efectos exclusivamente estadísticos.
Por lo tanto, es incorrecto en este caso traducir precinct como distrito electoral.

## Geografía
La subdivisión está ubicada en las coordenadas 40°18′24″N 100°48′56″O / 40.30667, -100.81556 (40.306795, -100.815557). Según la Oficina del Censo, tiene una superficie de 90.93 km², correspondientes en su totalidad a tierra firme.

## Demografía
Según el censo de 2020, hay 82 personas residiendo en la zona. La densidad de población es de 0.90 hab./km². El 95.12% de los habitantes son blancos y el 4.88% son de una mezcla de razas. No hay hispanos o latinos viviendo en la región.